# Stelis anderssonii
Stelis anderssonii är en orkidéart som beskrevs av Carlyle August Luer och Endara. Stelis anderssonii ingår i släktet Stelis och familjen orkidéer. Inga underarter finns listade i Catalogue of Life.